# Russ Snowberger
Russell Snowberger (ur. 8 października 1901 roku w Denton, zm. 28 września 1968 roku w Mount Clemens) – amerykański kierowca wyścigowy. Właściciel zespołu i konstrukora wyścigowego Snowberger.

## Kariera
W swojej karierze Snowberger startował głównie w Stanach Zjednoczonych w mistrzostwach AAA Championship Car oraz towarzyszącym mistrzostwom słynnym wyścigu Indianapolis 500, będącym w latach 1923-1930 jednym z wyścigów Grandes Épreuves. W drugim sezonie startów, w 1928 roku raz stanął na podium. Z dorobkiem 110 punktów uplasował się na jedenastej pozycji w klasyfikacji generalnej. W tym samym roku był ósmy w wyścigu Indianapolis 500. Rok później w Indy 500 startował z pole position. Jednak do mety dojechał na piątej pozycji. W mistrzostwach AAA ponownie był czwarty. W 1932 roku w AAA Championship Car został sklasyfikowany na czwartym miejscu, a w wyścigu Indianapolis 500 – na piątej pozycji. Ostatnim startem w czołówce mistrzostw AAA był sezon 1934, kiedy to uzbierał łącznie trzysta punktów. Pozwoliło mu to stanąć na najniższym stopniu podium mistrzostw AAA. W pojedynczych wyścigach AAA Championship Car Amerykanin startował do 1949 roku.